# Papa (film)
Papa (Папа) è un film del 2004 diretto da Vladimir Maškov.

## Trama
Il film racconta di un uomo di nome Abram Schwartz, il cui figlio diventa il miglior studente del Conservatorio, a seguito del quale suo padre va da lui a Mosca. Ma il ragazzo si vergogna di suo padre.